# Clinica mobile

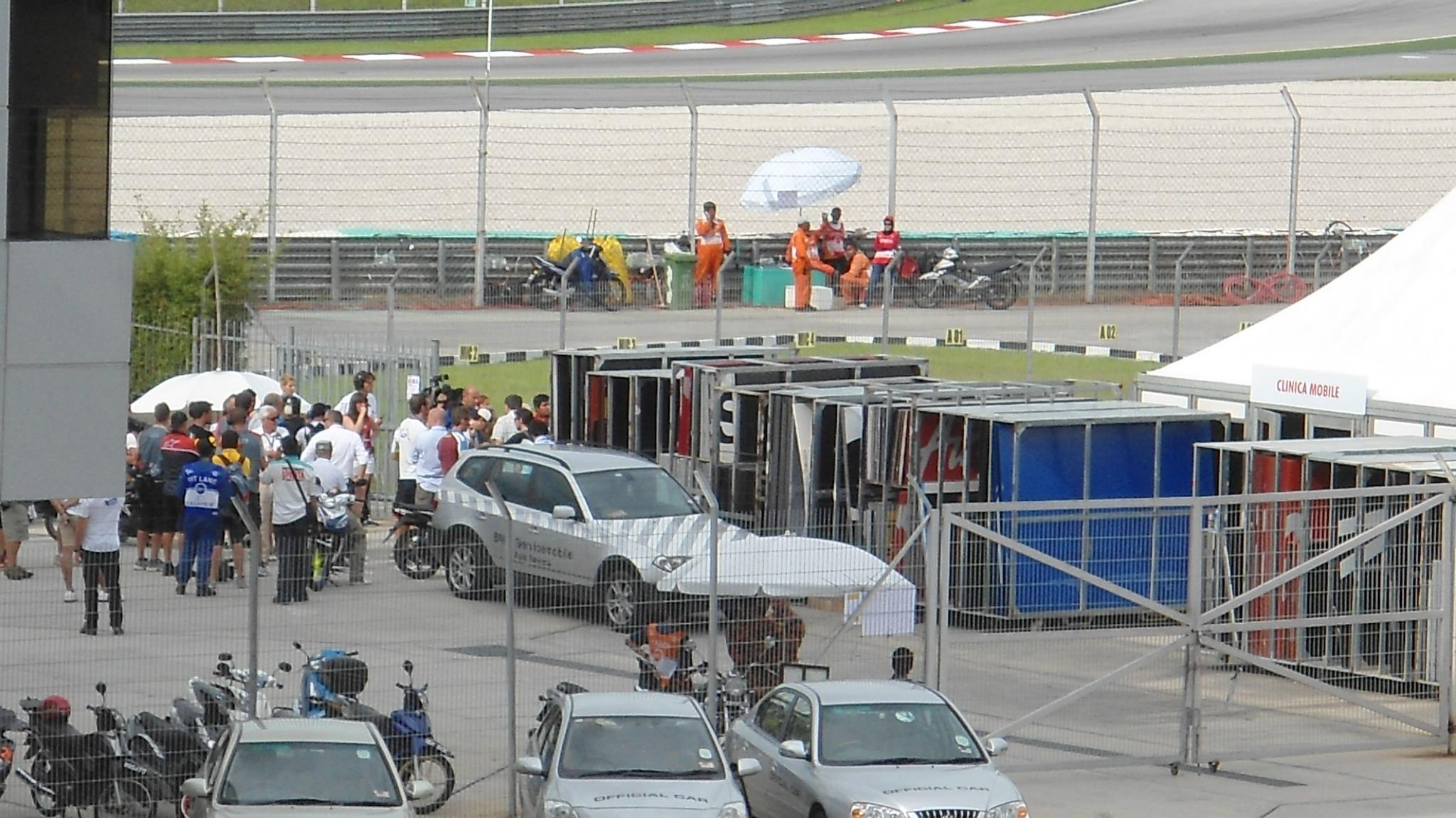
La clinica mobile (a destra) sul circuito di Sepang per il Gran Premio motociclistico della Malesia 2011

La clinica mobile è una struttura medica di pronto intervento, ideata dal medico italiano Claudio Costa per soccorrere i piloti che subiscono incidenti nelle gare motociclistiche. La clinica mobile è costituita da un centinaio di specialisti, tutti volontari.

## Storia
Il GP d'Austria del Motomondiale 1977 si disputò il 1º maggio nel circuito di Salisburgo. Gli incidenti occorsi ai piloti e le pecche organizzative furono il banco di prova dell'efficienza della struttura medica. Nel corso della gara riservata alla classe 350, Fernandez, Uncini, Stadelmann, Braun e Cecotto furono protagonisti di uno spaventoso incidente alla veloce curva del Fahrerlager. Le operazioni di salvataggio vennero colpevolmente ritardate dall'incomprensibile intervento dei cani poliziotto a bordo pista, che attaccarono ed azzannarono i soccorritori. Ciò nonostante, i medici della clinica mobile, malconci e feriti, riuscirono a portare soccorso ai corridori caduti sull'asfalto. L'intervento salvò la vita ad Uncini. Stadelmann invece morì sul colpo e Braun pose fine alla sua carriera a causa di una grave ferita all'occhio. L'intralcio ai soccorsi causato dall'incapacità degli addetti alla sicurezza del circuito provocò una veemente protesta dei piloti verso gli organizzatori.
Negli anni settanta i piloti che avevano un incidente venivano soccorsi e portati all'ospedale. In molti casi le cure mediche potevano essere efficaci, ma alcuni traumi potevano avere effetti permanenti se non trattati entro i primi minuti. Claudio Costa capì per primo che era necessario prestare le prime cure mediche direttamente in pista. Bisognava dislocare specialisti, anestesisti, rianimatori e personale paramedico lungo i punti nevralgici del tracciato, in maniera da garantire un’efficacia pari a quella di una sala operatoria entro trenta secondi. Era necessario, a suo parere, realizzare un "ospedale viaggiante" dislocato anch'esso all'interno dei circuiti. Nel 1976, su iniziativa del dottor Costa e con il finanziamento di Gino Amisano, fondatore e proprietario della AGV, venne realizzato il primo automezzo appositamente studiato ed attrezzato per effettuare, direttamente sui circuiti, interventi medici rapidi a piloti infortunati. La struttura medico-infermieri-automezzo fu provata e perfezionata all'Autodromo di Imola (la città del dottor Costa).
La clinica mobile fu presentata ufficialmente nel febbraio 1977 all'isola di Bendor (Costa Azzurra). Nello stesso anno esordì sui circuiti internazionali. Il debutto avvenne ad Imola il 3 aprile in occasione della 200 Miglia, poi l'équipe di Claudio Costa operò in tutti i circuiti del motomondiale. Da allora la clinica mobile è divenuta una vera e propria istituzione sui campi di gara del motociclismo, operando migliaia di interventi in ogni stagione sportiva e vantando una lunghissima serie di salvataggi.
Nel 1981 entrò in uso la seconda clinica mobile. Nel 1982 i medici salvarono la vita a Graziano Rossi, padre di Valentino. Il pilota fu vittima di un terribile incidente all'Autodromo di Imola. Rossi cadde sull'asfalto alla velocità di quasi 300 km orari e il suo cuore si fermò. Fu salvato solo grazie al rapido intervento dei medici della clinica mobile: entrato in coma fu intubato in pista. 
La terza clinica mobile fu inaugurata il 22 maggio 1988; la quarta evoluzione fu presentata il primo maggio 1997. Dal 2002 la clinica mobile (nella sua quinta versione) ha assunto l'attuale struttura.
L'elenco dei piloti che devono la loro vita al dottor Costa comprende, oltre a Uncini e Rossi, Alex Gramigni, Mick Doohan, Loris Reggiani, Kevin Schwantz e Wayne Gardner.
Fin dalla sua fondazione, nel 1977, la clinica è stata diretta da Claudio Costa. Il 17 marzo 2014 il dottor Costa ha lasciato il mondo delle corse ed ha designato come suo successore Michele Zasa (classe 1979), medico parmigiano. Con la nuova direzione è cambiata anche la sede della clinica, che è stata trasferita a Parma.
Nel 2022 la Dorna ha tolto alla clinica mobile la responsabilità delle cure mediche nei circuiti del Motomondiale e l'ha affidata a una struttura spagnola. La clinica mobile continua la sua opera nel campionato Superbike.